# San Juan Bautista (Aratorés)

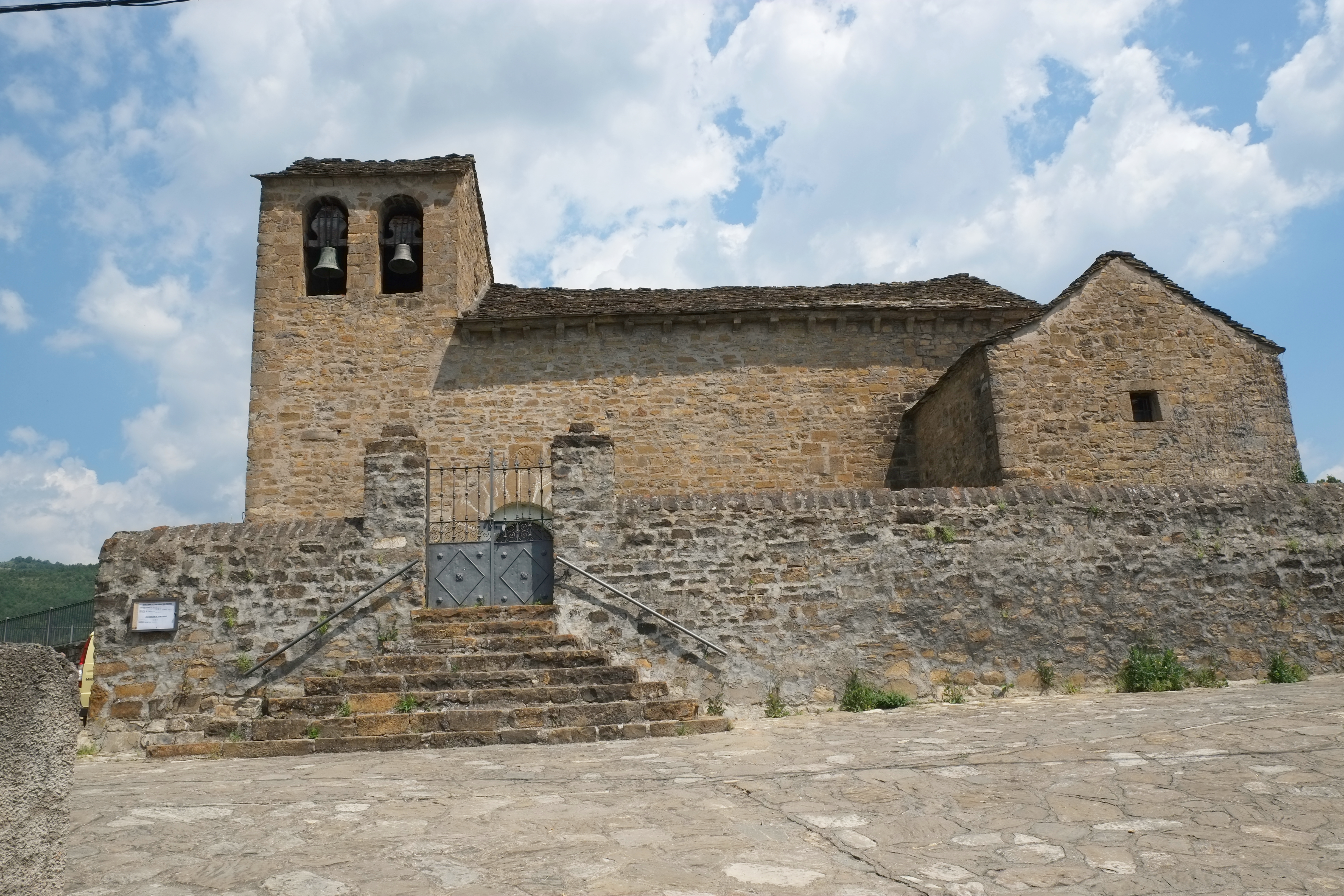
Pfarrkirche San Juan Bautista

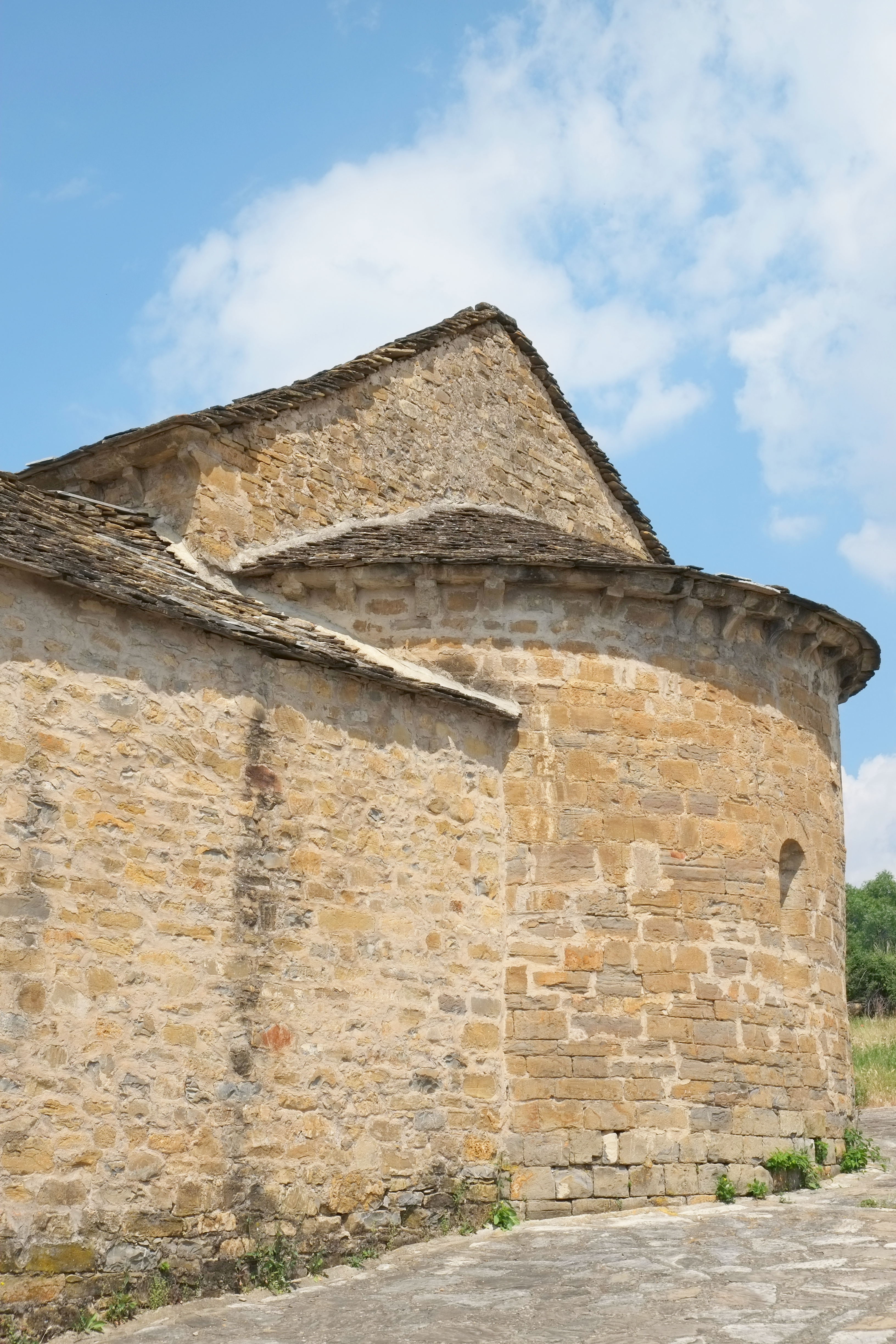
Apsis

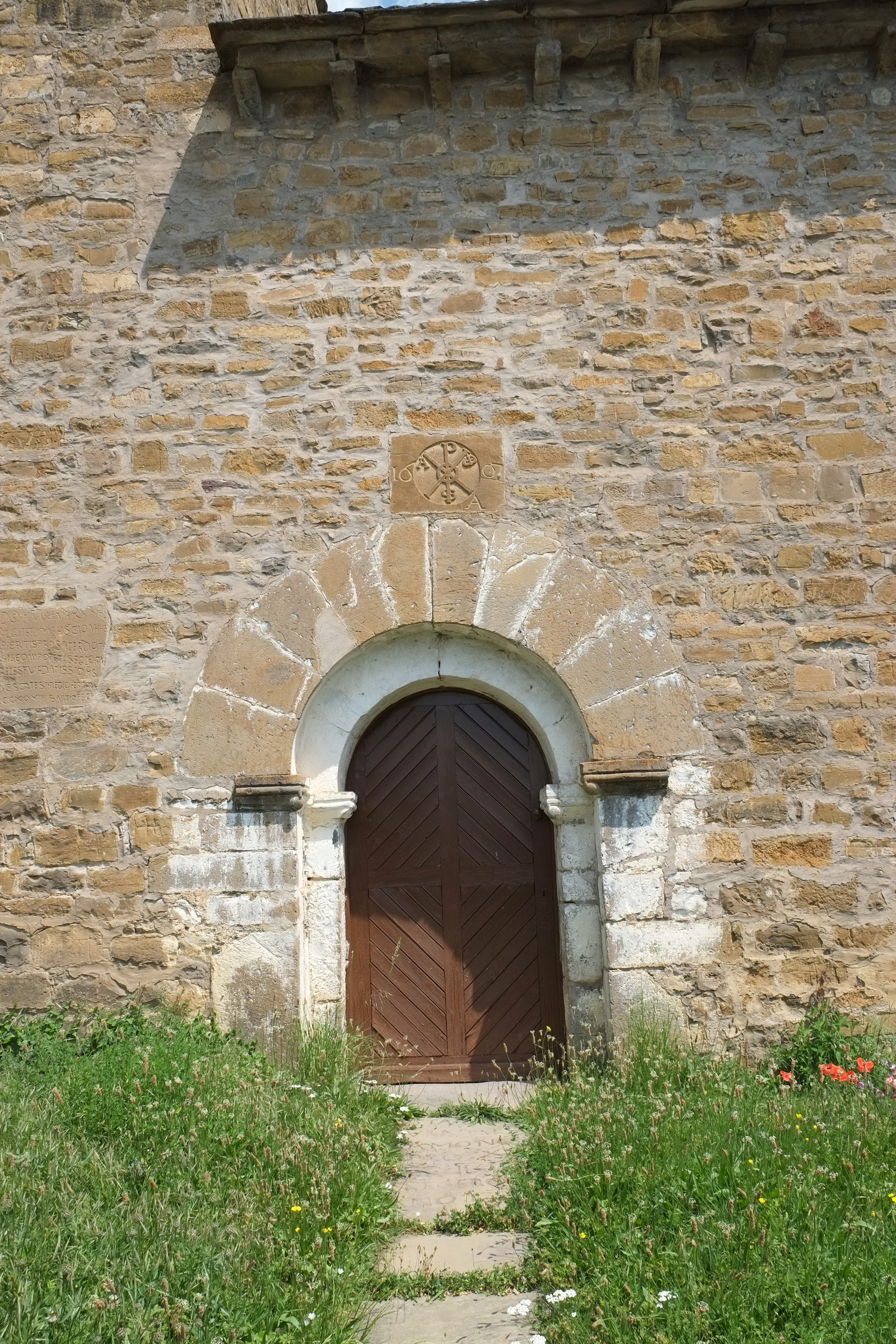
Portal

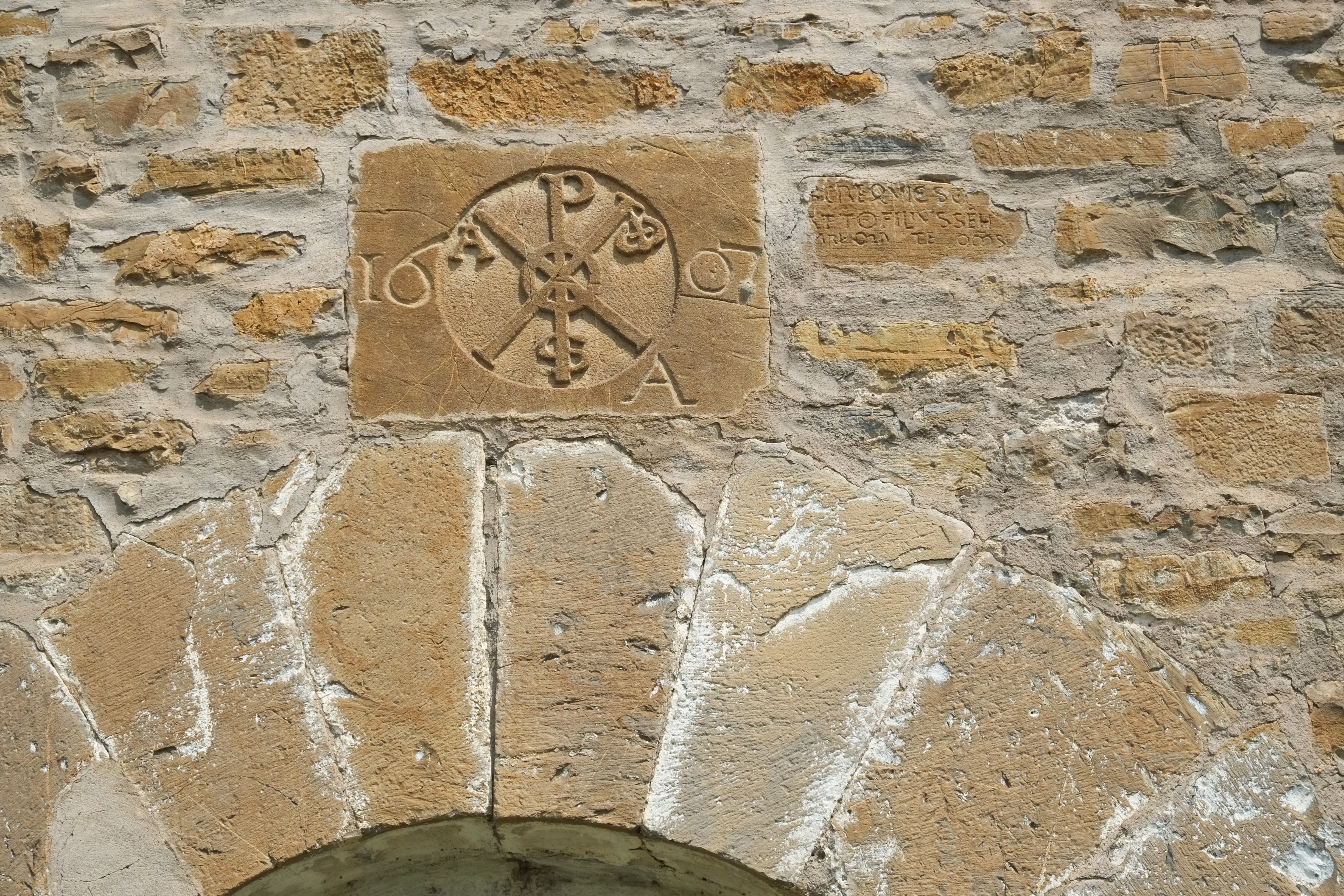
Chrismon und Jahreszahl 1607 über dem Portal

Die römisch-katholische Pfarrkirche San Juan Bautista in Aratorés, einem Ortsteil von Castiello de Jaca (Municipio), gehört zu den romanischen Kirchen der Comarca Jacetania in der Provinz Huesca der spanischen Autonomen Gemeinschaft Aragón. Die Kirche, die unter dem Patrozinium Johannes der Täufer steht, wurde vermutlich im frühen 12. Jahrhundert errichtet und im 17. Jahrhundert verändert. Sie liegt am Rande des Ortskerns und ist von einem ummauerten Friedhof umgeben.

## Architektur

### Außenbau
Vom romanischen Kirchenbau ist nur noch das Chorhaupt erhalten, das aus sorgfältig behauenen und in regelmäßigen Schichten angeordneten Steinquadern errichtet ist. Die in späterer Zeit umgebauten oder angefügten Teile wie das Schiff, der Turm und die Sakristei sind aus Bruchstein errichtet. Die Kirche ist mit Steinplatten gedeckt, die auf schlichten, von massiven Steinblöcken getragenen Kragsteinen aufliegen.
Vor der Westfassade erhebt sich über einem quadratischen Grundriss der gedrungene, ungegliederte Turm. Er besitzt ein Satteldach, das ebenfalls von Steinplatten gedeckt wird. Das Glockengeschoss wird von großen rundbogigen Klangarkaden durchbrochen.
An der Südseite des Langhauses ist das Portal eingeschnitten. Es wird von Wölbsteinen gerahmt, die auf profilierten Kämpfern aufliegen. Über dem Portal ist ein aus romanischer Zeit stammendes Relief eingemeißelt, auf dem ein Kreis mit sechs Speichen und dem Christusmonogramm dargestellt ist. In der Mitte sieht man die griechischen Buchstaben Alpha und Omega. Später wurde außerhalb des Kreises die Jahreszahl 1607 hinzugefügt, das Jahr, in dem vermutlich die ersten Umbauten stattfanden.
Neben dem Portal sind zwei Tafeln mit lateinischen Inschriften in die Mauer integriert. Die Tafel auf der linken Seite ist mit der Inschrift versehen: „OMNES DOMVM MARTIRVM CRISTIANORVM PRESENTIA HIC FVLGET ET LIMEN SANCTI IOANNIS APOSTOLI INTROIERITIS PRO SACERDOTE SAMVELE SIBE OMNIPOTENTIS EGLESIA IN DOMINO PRECES FVNDATISSI OMNES SIMVS CONSORTES IN REGIONE BIBORUM ERA DCCCCXXXVIIII SANTIO FECIT.“ In der Inschrift ist die Jahreszahl 939 der Spanischen Ära, die 38 Jahre vor der christlichen Zeitrechnung einsetzt, erwähnt, die sich somit auf das Jahr 901 bezieht. Die Tafel stammt von einem nicht mehr erhaltenen Gebäude. Die Inschrift auf der rechten Seite ist nur noch bruchstückhaft erhalten.

### Innenraum
Der schmucklose Innenraum besteht aus einem einschiffigen, flachgedeckten Langhaus, einem schmalen, mit einer Quertonne gedeckten Chor und einer halbrunden, mit einer Kalotte gedeckten Apsis, in die ein barockes Altarretabel eingebaut ist, das das Rundbogenfenster verdeckt. Im Chor und in der Apsis verläuft am Gewölbeansatz ein schlichtes Gesims. 